# Iryna Pasicznyk
Iryna Witalijiwa Pasicznyk (ukr. Ірина Віталіївна Пасічник; ur. 26 grudnia 1998) – ukraińska zapaśniczka startująca w stylu wolnym.
Zajęła piąte miejsce na mistrzostwach Europy w 2018. Trzecia na ME U-23 w 2017. Brązowa medalistka plażowych MŚ w 2024 roku. 